# Киризюк Іван Петрович
Киризюк Іван Петрович (10 жовтня 1949 — 21 грудня 2021) — український поет, публіцист. Член Національної Спілки письменників України (з 2003 р.).

## Біографія
Народився 10 жовтня 1949 року у селі Крив'ятичі поблизу Більська-Підляського (Польща). Закінчив білоруський ліцей у Більську, потім будівельний технікум у Білостоці (1968). Почав писати говіркою рідного села у 12-річному віці. У 1971 році були надруковані перші твори в журналі «Ніва», потім у «Білоруському календареві». З 1974 році друкується на сторінках україномовного видання «Наше слово», почав писати українською літературною мовою. Працював у будівельній сфері, мешкав у Більську-Підляському. Помер 21 грудня 2021 року в Більську-Підляському.

## Творчість
Автор поетичних збірок «Моя батьківщина — Підляшшя» (Люблін, 1982), «Пісні моєї сторони» (Більськ-Підляський, 1985), «Моїй батьківщині» (Варшава,1986), «Весна з русалками» (Більськ-Підляський, 1995), «На дорозі із кирилиці» (Париж-Львів-Цвікау, 1995), «Смак ягоди ожини» (Більськ-Підляський, 1999).
Окремі видання:
- Киризюк І. Весна з русалками. — Більськ-Підляський, 1995. — 96 с.
- Киризюк І. Вірші // Поза традиції. Антологія української модерної поезії в діаспорі. — Київ, Торонто, Едмонтон, Оттава, 1993. -С. 377—387.
- Киризюк І. Моїй Батьківщині. — Варшава, 1986.
- Киризюк І. На дорозі із кирилиці. — Париж-Львів-Цвікау, 1995.- 31 с.
- Киризюк І. Осінь Підляшшя //Світовид. — 1995. — Ч. 4 (21). — С.41-42.
- Киризюк І. Пісні моєї сторони.- Більськ-Підляський, 1985.
- Киризюк І. Смак ягоди ожини. — Більськ-Підляський, 1999. — 93 с.

## Нагороди, відзнаки
- Орден «За заслуги» (2008)